# Pascual Limachi Ortiz
Pascual Limachi Ortiz (ur. 5 maja 1963 w La Paz) – boliwijski duchowny katolicki, biskup pomocniczy El Alto w latach 2019–2021, prałat terytorialny Corocoro od 2021.

## Życiorys
Święcenia kapłańskie przyjął 29 czerwca 1992 i został początkowo inkardynowany do archidiecezji La Paz, a od 1994 był prezbiterem nowo utworzonej diecezji El Alto. Pracował jako proboszcz w kilku parafiach (m.in. przez kilkanaście lat w Achacachi). W 2015 został także wikariuszem generalnym diecezji.
16 kwietnia 2019 papież Franciszek mianował go biskupem pomocniczym diecezji El Alto oraz biskupem tytularnym Belesasa. Sakry udzielił mu 26 czerwca 2019 biskup Eugenio Scarpellini.
10 lutego 2021 papież Franciszek przeniósł go na urząd prałata terytorialnego Corocoro.